# Björktjärnen (Ovanåkers socken, Hälsingland)
Björktjärnen är en sjö i Ovanåkers kommun i Hälsingland och ingår i Ljusnans huvudavrinningsområde. Sjön är 12 meter djup, har en yta på 0,345 kvadratkilometer och är belägen 168,2 meter över havet. Sjön avvattnas av vattendraget Ullångsån (Kyaån).

## Delavrinningsområde
Björktjärnen ingår i det delavrinningsområde (681134-149604) som SMHI kallar för Inloppet i Ullungen. Medelhöjden är 230 meter över havet och ytan är 24,33 kvadratkilometer. Räknas de 11 avrinningsområdena uppströms in blir den ackumulerade arean 128,49 kvadratkilometer. Ullångsån (Kyaån) som avvattnar avrinningsområdet har biflödesordning 3, vilket innebär att vattnet flödar genom totalt 3 vattendrag innan det når havet efter 93 kilometer. Avrinningsområdet består mestadels av skog (69 procent) och jordbruk (11 procent). Avrinningsområdet har 1,07 kvadratkilometer vattenytor vilket ger det en sjöprocent på 4,4 procent.